# Stade Enrico-Patti
Le stade Enrico-Patti (en italien : Stadio Enrico Patti), également connu sous le nom de stade di via Alcarotti (en italien : Stadio di via Alcarotti), est un stade de football italien situé dans la ville de Novare, dans le Piémont.
Le stade, doté de 2 030 places et inauguré en 1931, sert d'enceinte à domicile à l'équipe de football de la Società Sportiva Sparta Novare.

## Histoire
Le stade est inauguré en 1931 sous le nom de stade del Littorio (en italien : Stadio del Littorio), nom donné à de nombreux stades de l'époque fasciste.
Il est inauguré le 20 septembre 1931 lors d'une victoire 1-0 du Novare Calcio contre Cagliari Calcio (le premier but au stade étant inscrit par Ezio Rizzotti, joueur de Novare).
Le Novare Calcio a occupé les locaux du stade situés sous un côté de la tribune en les utilisant comme siège social, et le Sparta Novara, quant à lui, possédait son siège social sous les gradins devant la tribune (via Nicolao Sottile). En 1933, la Pro Novara Gymnastics Society déplace quant à elle son siège de via Barazzuolo 12 (aujourd'hui via Marconi) aux locaux situés sous l'autre côté de la tribune, avec la création d'un gymnase pour la gymnastique et l'escrime.
À la fin de la seconde Guerre mondiale, les partisans transforment le stade en camp de concentration pendant quelques semaines pour y mettre des prisonniers. C'est dans ce stade que sont enlevés des membres d'un groupe de miliciens de la République sociale italienne (République de Salò) par des résistants de la 182e brigade Garibaldi « Pietro Camana » pour commettre ensuite le massacre de l'hôpital psychiatrique de Verceil.
Après la guerre, le stade, à l'époque doté de 21 000 places assises, devient municipal. Le Novare Calcio l'utilise comme stade principal jusqu'en janvier 1976 (jouant son dernier match le 11 janvier 1976 lors d'un match nul 0-0 contre Sambenedettese), année où il emménage dans le nouveau Stadio comunale di viale Kennedy.
Entre 1984 et 1989, le stade sert d'enceinte au club de football américain des Lancieri de Novare.
Le stade a accueilli divers événements non sportifs et concerts musicaux. Le 20 juillet 1988, il accueille le concert de Luca Carboni lors de sa tournée 1987-88. Des matchs de football des jeunes sont également joués au stade.
Aujourd'hui, le nombre de places assises a été réduit à 2 030 spectateurs et les deux virages ont été supprimés.
Le 5 juin 2004, le stade est renommé en Stade Enrico Patti.

## Événements

### Matchs internationaux de football
| Date         | Compétition  | Équipes             | Score | Affluence |
| ------------ | ------------ | ------------------- | ----- | --------- |
| 2 avril 1933 | Match amical | Italie B — Suisse B | 5-0   | —         |
| 5 avril 1935 | Match amical | Italie B — Suisse B | 2-0   | —         |

### Concerts
| Date    | Artiste      |
| ------- | ------------ |
| 1987-88 | Luca Carboni |